# You're All Worthless and Weak
You're All Worthless and Weak è il primo album dal vivo del gruppo musicale heavy metal statunitense GWAR, pubblicato nel 2000.

## Tracce
1. The Salaminizer – 9:58
2. Babyraper – 2:43
3. Jagermonsta – 2:46
4. Sleazy Sells the Earth – 1:52
5. Think You Outta Know This – 3:12
6. Death Pod – 4:19
7. I'm in Love (With a Dead Dog) – 4:14
8. Nitro-Burnin' Funny Bong – 4:13
9. Penguin Attack – 3:33
10. War Toy – 2:39
11. Love Surgery – 5:25
12. Untitled track – 2:31
13. The Private Pain of Techno Destructo – 3:30
14. Crush, Kill, Destroy – 2:07
15. Slaughterama – 8:40